# Archidiocèse de Dakar
L'archidiocèse de Dakar est une circonscription ecclésiastique de l'Église catholique au Sénégal, érigée canoniquement en archidiocèse le 14 septembre 1955 par le pape Pie XII.
Cet archidiocèse est actuellement dirigé par André Gueye.

## Histoire
La préfecture apostolique des Deux Guinées et Sénégambie (appelée également préfecture apostolique de Guinée Supérieure et Inférieure et de Sierra Leone) est créée le 22 janvier 1842, par détachement du diocèse de Funchal au Portugal. Elle est érigée en vicariat apostolique en 1846.
Ce dernier est divisé le 6 février 1863 pour donner naissance d'une part au vicariat apostolique des Deux Guinées et d'autre part au vicariat apostolique de Sénégambie. 
En 1897, le vicariat sénégambien est à nouveau divisé pour permettre l'érection de la préfecture apostolique de la Guinée française. En 1931, est créée la mission sui juris de Gambie. En 1939, une autre partie est séparée pour créer la préfecture de Ziguinchor et en 1957 pour la préfecture de Kaolack. Entretemps, le 14 septembre 1955, le vicariat apostolique avait été élevé par Pie XII au rang d'archidiocèse métropolitain de Dakar. Le diocèse de Thiès est érigé en 1969 à partir de paroisses de l'archidiocèse. 
Le catholicisme progresse rapidement dans la métropole de Dakar, parce que les catholiques n'étaient que 3 % de la population totale en 1949, alors qu'ils sont 14 % aujourd'hui. Il y a plus de 334 000 fidèles et 151 prêtres catholiques dans trente-huit paroisses à Dakar, mais le nombre de vocation sacerdotales n'augmente pas en mesure de la croissance du nombre de fidèles. Il y a au total 570 religieux et religieuses à Dakar.

## Archevêques

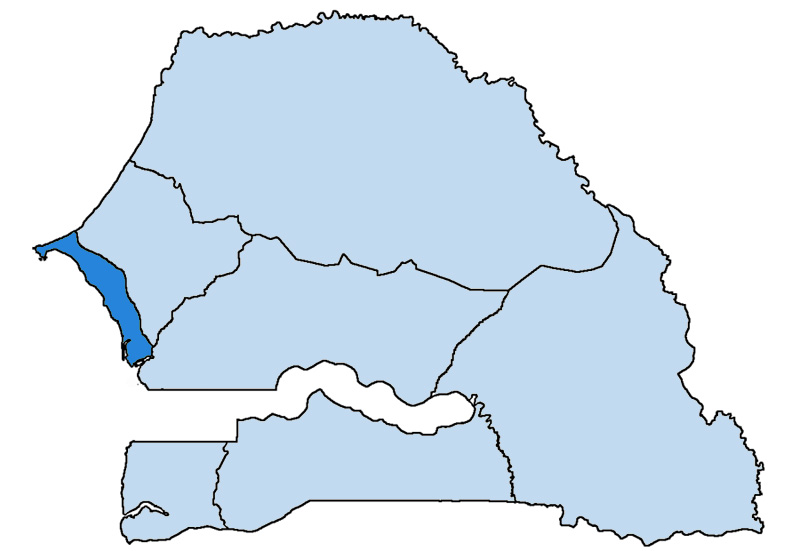
Carte de l'archidiocèse de Dakar.

## Diocèses suffragants
- Diocèse de Kaolack
- Diocèse de Kolda
- Diocèse de Saint-Louis du Sénégal
- Diocèse de Tambacounda
- Diocèse de Thiès
- Diocèse de Ziguinchor

## Principales églises
L’église principale de l’archidiocèse est la cathédrale Notre-Dame-des-Victoires de Dakar.
On trouve sur le territoire de l’archidiocèse le sanctuaire Notre-Dame-de-la-Délivrande de Popenguine, reconnu sanctuaire national par la Conférence des évêques du Sénégal, de la Mauritanie, du Cap-Vert et de Guinée-Bissau depuis son inauguration le 9 décembre 2023, qui est construit autour de la basilique Notre-Dame-de-la-Délivrande, reconnue basilique mineure en 1991.